# Ungerundeter geschlossener Hinterzungenvokal
Lautliche und orthographische Realisierung des ungerundeten geschlossenen Hinterzungenvokals (IPA ɯ) in verschiedenen Sprachen:
- Schottisch-Gälisch: ao(i), ui
- Japanisch: う sowie der Vokal z. B. in der Silbe ふ (fu) [ɸɯ]
- Koreanisch: ㅡ
- Türkisch: I ı
- Vietnamesisch: Ư ư
- Thailändisch: อึ
- Russisch: Ы ы
- Kurdisch: I i

Im Vokalsystem des Portugiesischen gibt es für drei Vokale eine dem deutschen unbetonten e [ə] entsprechende schwache Aussprachevariante: a [ɐ], e [ɯ] und o [ʊ].